# Mrkoplje
Mrkoplje (1880-ig Mrkopolje) falu Horvátországban Pozsega-Szlavónia megyében. Közigazgatásilag Bresztováchoz tartozik.

## Fekvése
Pozsegától légvonalban 21, közúton 30 km-re északnyugatra, községközpontjától légvonalban 18, közúton 24 km-re északra, Szlavónia középső részén, a Papuk-hegység területén, a Papuk Nemzeti Park szélén, a Szalatnokot Pozsegával összekötő 69-es számú főúttól nyugatra fekszik.

## Története
A település a török uralom idején keletkezett Boszniából érkezett pravoszláv vlachok betelepülésével. 1698-ban „Merkopie” néven 4 portával szerepel a török uralom alól felszabadított szlavóniai települések összeírásában. A 18. században Likából további pravoszláv lakosság érkezett. Az első katonai felmérés térképén „Merkoplie” néven találjuk. Lipszky János 1808-ban Budán kiadott repertóriumában „Merkopolye” néven szerepel. Nagy Lajos 1829-ben kiadott művében „Merkopolye” néven összesen 26 házzal, 164 ortodox vallású lakossal találjuk. 1857-ben 183, 1910-ben 187 lakosa volt. 1910-ben a népszámlálás adatai szerint teljes lakossága szerb anyanyelvű volt. Pozsega vármegye Pakráci járásának része volt. Az első világháború után 1918-ban az új szerb-horvát-szlovén állam, majd később (1929-ben) Jugoszlávia része lett. A második világháború idején 1942-ben és 1943-ban súlyos harcok zajlottak itt, végül az egész vidék a partizánok ellenőrzése alá került. 1991-ben teljes lakossága szerb nemzetiségű volt. A délszláv háború során 1991 októberének elején foglalták el a JNA banjalukai hadtestének csapatai. A horvát hadsereg 123. pozsegai dandárjának egységei az Orkan ’91 hadművelet során 1991. december 16-án foglalták vissza. A szerb lakosság elmenekült. 2011-ben már nem volt állandó lakossága.

## Lakossága
| Lakosság változása | Lakosság változása | Lakosság változása | Lakosság változása | Lakosság változása | Lakosság változása | Lakosság változása | Lakosság változása | Lakosság változása | Lakosság változása | Lakosság változása | Lakosság változása | Lakosság változása | Lakosság változása | Lakosság változása | Lakosság változása |
| ------------------ | ------------------ | ------------------ | ------------------ | ------------------ | ------------------ | ------------------ | ------------------ | ------------------ | ------------------ | ------------------ | ------------------ | ------------------ | ------------------ | ------------------ | ------------------ |
| 1857               | 1869               | 1880               | 1890               | 1900               | 1910               | 1921               | 1931               | 1948               | 1953               | 1961               | 1971               | 1981               | 1991               | 2001               | 2011               |
| 183                | 199                | 202                | 193                | 224                | 187                | 174                | 217                | 102                | 100                | 85                 | 29                 | 5                  | 4                  | 0                  | 0                  |